# Armășești
Armășești község és falu Ialomița megyében, Munténiában, Romániában. A hozzá tartozó települések: Malu Roșu valamint Nenișori.

## Fekvése
A megye északnyugati részén található, a megyeszékhelytől, Sloboziatól, hetvenegy kilométerre nyugatra, a Sărata folyó partján, a Ratca-tótól délre.

## Története
A 19. század közepén Ialomița megye Câmpul járásához tartozott és Armășești valamint Rădulești falvakból továbbá a Cacaleți nevű tanyából állt, összesen 1374 lakossal. A község területén ekkor két templom, két általános iskola, egy mezőgazdasági szakiskola és egy kórház működött. Ezen intézményeket 1888. után alapították Iordache Zossima, Armășești-Nenișori földbirtokos, hagyatékából. 
1925-ös évkönyv szerint Armășești községe Urziceni járás része volt, 1946 lakossal és Armășești illetve Rădulești faluból állt. 1931-ben Rădulești önálló községi rangot kapott. Ezen időszakban Armășești község pedig Armășești és Cacalete falvakból állt.
1950-ben a Ialomițai régió Urziceni rajonjának volt a része, majd 1952-ben a Bukaresti régióhoz csatolták. 1964-ben Cacaleți falu felvette a Nenișori nevet. Az 1968-as új megyerendszerben Ilfov megye része lett. Ekkor csatoltak hozzá két szomszédos községet, Bărbulești-t és Malu Roșu-t, utóbbi a korábban önálló községi rangot szerző Rădulești község új neve. 1981-ben a községet ismét Ialomița megyéhez csatolták. 2006-ban Bărbulești önálló községi rangot kapott.

## Lakossága
| Nemzetiségek | 2002  | 2002   |
| ------------ | ----- | ------ |
| Románok      | 3148  | 43,06% |
| Romák        | 4162  | 56,93% |
| Összesen     | 7310* | 100,0% |

* Bărbulești település lakosságával együtt.

## Látnivalók
- „Iordache Zossima” agráriskola - 1887-ben épült.
- „Sfântul Gheorghe” templom - 1778-ban épült, 1859-ben átépítették.
- Községháza - 1882-ben épült.
- A kórház épülete - 1925-ben épült.